# The Catalyst
Pour les articles homonymes, voir Catalyst.
Singles de Linkin Park
New Divide Waiting for the End
Pistes de A Thousand Suns
Fallout The Messenger
The Catalyst est le premier single du quatrième album studio A Thousand Suns du groupe Linkin Park. Il est sorti le 2 août 2010. Il en ressort de cette chanson un virage dans le style musical du groupe. Encore plus électronique que le précédent single (New Divide), on ne distingue plus aucun élément propre au nu metal des débuts du groupe, mais à la place, des effets électroniques qui laissent présager un retour plus prononcé (musicalement parlant) de Joe Hahn, le DJ du groupe.
Par ailleurs, ce titre a été utilisé en tant que bande-originale du jeu Medal of Honor de 2010.
Le clip vidéo du single a été diffusé le 26 août 2010 pour la première fois par MTV, il a été réalisé par Joe Hahn.

## Linkin Park featuring You
La réalisation de The Catalyst a donné lieu à un concours "The Catalyst featuring You" les participants avaient le droit à une version du morceau et devaient envoyer leur remix au groupe qui a décidé du vainqueur. Celui-ci partait en studio avec Linkin Park pour finaliser The Catalyst.
Cette version de The Catalyst apparaîtra sur l'album pour tous ceux qui l'achèteront sur iTunes.

## Chart
The Catalyst a débuté à la 35e position du Billboard Hot 100, lors de sa sortie officielle, la première semaine d'août. Elle a également atteint la première place du Modern Rock Tracks et du Hot Rock & Alternative Songs. La deuxième semaine, elle est descendue à la 89e place, mais a atteint éventuellement la 27e position en septembre, avec la sortie de l'album. Elle quitte ensuite le classement au bout de 10 semaines à peine, étant à ce jour, leur single ayant la plus courte durée de présence dans le classement après Leave Out All the Rest, resté seulement 2 semaines, et Given Up, resté seulement une semaine. Elle a une moins bonne performance au Royaume-Uni, atteignant seulement la 40e place en restant trois semaines dans le classement.

## Classements hebdomadaires
| Classement (2010)                         | Meilleure position |
| ----------------------------------------- | ------------------ |
| Allemagne (GfK Entertainment)             | 11                 |
| Australie (ARIA)                          | 33                 |
| Autriche (Ö3 Austria Top 40)              | 18                 |
| Belgique (Wallonie Ultratop 50 Singles)   | 44                 |
| Canada (Canadian Hot 100)                 | 28                 |
| Écosse (OCC)                              | 40                 |
| États-Unis (Billboard Hot 100)            | 27                 |
| États-Unis (Hot Rock & Alternative Songs) | 1                  |
| États-Unis (Modern Rock Tracks)           | 1                  |
| Nouvelle-Zélande (RMNZ)                   | 27                 |
| Pays-Bas (Single Top 100)                 | 95                 |
| Royaume-Uni (UK Singles Chart)            | 40                 |
| Royaume-Uni (UK Rock Chart)               | 1                  |
| Suède (Sverigetopplistan)                 | 31                 |
| Suisse (Schweizer Hitparade)              | 29                 |

## Certifications
| Pays              | Certification | Unités certifiées |
| ----------------- | ------------- | ----------------- |
| États-Unis (RIAA) | Or            | 500 000           |